# Feltia ducens
Feltia ducens är en fjärilsart som beskrevs av Walker 1856. Feltia ducens ingår i släktet Feltia och familjen nattflyn. Inga underarter finns listade i Catalogue of Life.